# Wilhelm Bauberger (Schriftsteller)

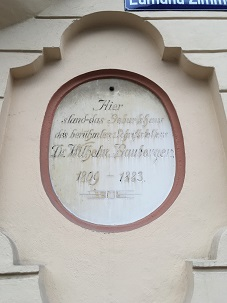
Tafel für Wilhelm Bauberger aus Solnhofener Plattenkalk am Baumbergerhaus in Thannhausen

Wilhelm Bauberger (* 3. März 1809 in Thannhausen, Bayern; † 8. Februar 1883 ebenda) war ein deutscher Arzt und Schriftsteller für katholische Jugendliteratur in den 1830er und 1840er Jahren.

## Leben
Über das frühe Leben von Bauberger ist wenig bekannt. Sein Vater war Seraphin (1759–1844), ein Gerichtsarzt in Thannhausen und Edelstetten, und seine Mutter hieß Anna. Wilhelm Bauberger hatte eine Schwester namens Antonia.
Inspiriert wurde Baubergers literarische Tätigkeit durch den Schriftsteller Christoph von Schmid, der zeitweise in Thannhausen als Priester lebte. Wilhelm Baubergers 1833 veröffentlichtes Erstlingswerk Die Beatushöhle war ein großer Erfolg. Dieses schrieb er als 19-jähriger Medizinstudent. An diesen Erfolg konnte er später nicht wieder anknüpfen. Er veröffentlichte vor allem Dramen, Erzählungschriften und Lyrik.

## Würdigung

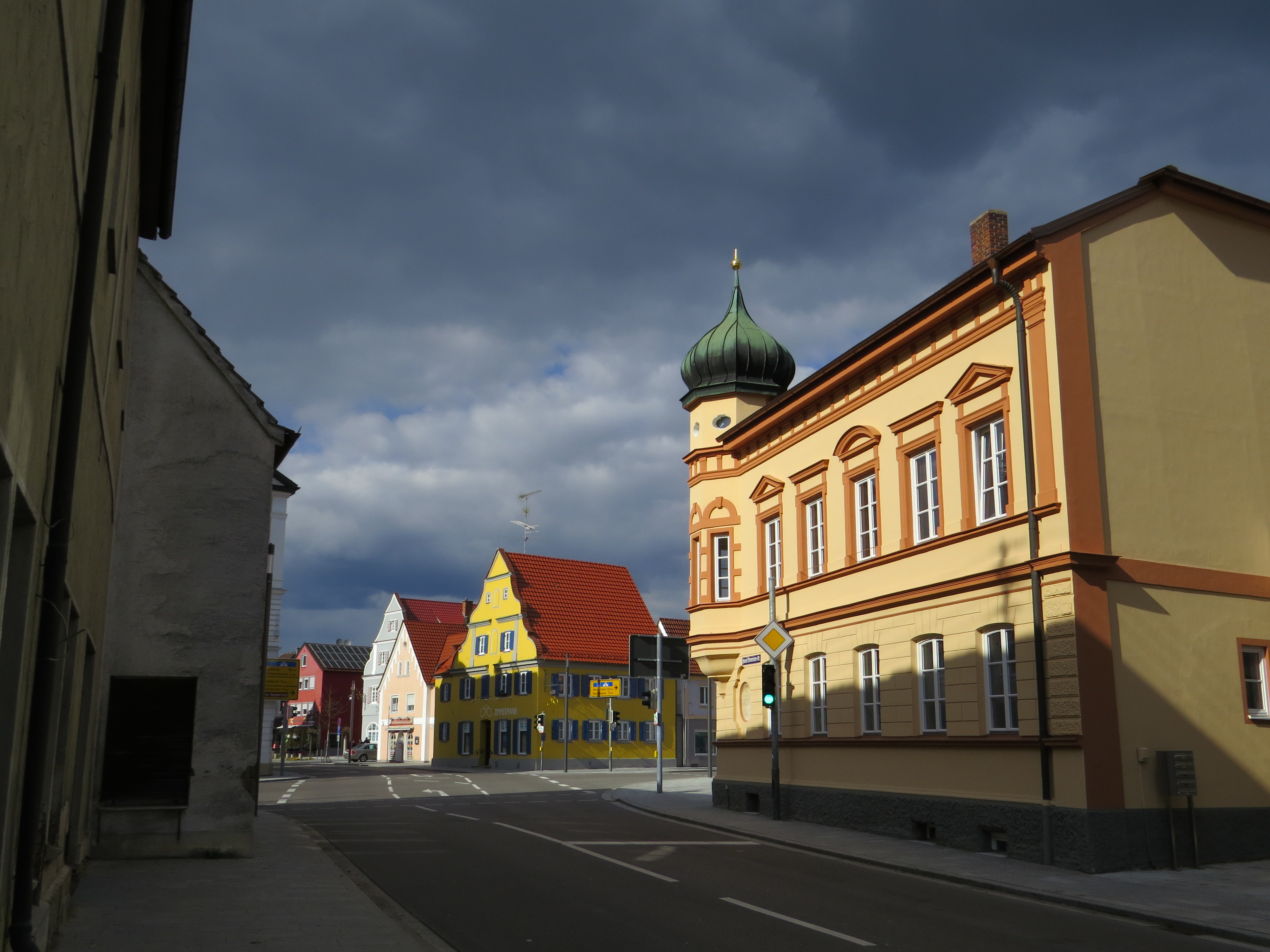
Geburtshaus Baubergers mit Erker im Ortskern von Thannhausen

An seinem Geburtshaus, das in Thannhausen Bauberger-Haus genannt wird, befindet sich eine steinerne Gedächtnistafel und im Ort ist eine Straße nach ihm benannt. Im Heimatmuseum Thannhausen befindet sich eine Dauerausstellung von 36 Ölgemälden aus dem ehemaligen Bilderzimmer Baubergers.

## Werk (Auswahl)
- Die Beatushöhle. 1833.
- Die irländische Hütte. 1835.
- Der Köhler von Valencia. 1839.
- Die Klausnerin vom Karrenberge. 1848.
- Das schwäbische Wanderlied.
- Das wahre Glück.
- Die Studenten von Alcala
- Im Herbst und Winter des Lebens
- Der Pfeifer von der Neufnach